# 陸軍航空隊 (スペイン)
スペイン陸軍における陸軍航空隊（りくぐんこうくうたい、スペイン語：Fuerzas Aeromóviles del Ejército de Tierra、略称：FAMET）は、主にヘリコプター運用を目的にスペイン陸軍内に編制された部隊の一つ。司令部をマドリード州コルメナール・ビエホに置いている。

## 歴史
1965年7月、陸軍参謀本部一般命令165/142に基づき陸軍内の再編成に着手する。この命令により第1「ブルネテ」機甲師団の編制内に軽飛行隊が編成される。同年10月25日に新編部隊の初期要員を補充し12月29日に充足される。その後、彼らを中核に少しずつ人員が増強される。1966年3月1日に全飛行隊に必要な人員を集めるも、最初のヘリコプターを受領していないため航空活動はまだ開始できなかった。
1965年5月、中央参謀本部は陸軍軍団のために部隊の新設を決定し、第1軍管区最高司令官の指揮下に第11ヘリコプター隊(UHEL XI)を編成する。
1966年5月27日に陸軍初のヘリコプター基地がマドリード州コルメナール・ビエホに置かれ将来的に第11ヘリコプターを受入れることになる。1966年7月29日にアメリカからの援助の一部としてアメリカ合衆国陸軍から最初のUH-1B汎用ヘリコプター2機が到着する。登録番号ET201とET206の2機はウルキホ陸軍大尉(Urquijo)とベロカル陸軍中尉(Berrocal)は北米のパイロットと共にロタ港から操縦し飛行する。整備士のイダルゴ軍曹とエスコバル軍曹も搭乗していた。8月11日、コルメナール・ビエホに到着する。スペインが同型機2機を得た間にアメリカ合衆国はイタリアのアグスタ社にライセンス生産させた6機のOH-13Sヘリコプターとベル 47G-3ヘリコプター軍用仕様を提供した。第11ヘリコプター隊の初期装備機は3機種をもって輸送、観測および連絡任務を担った。同年12月には重大事故を起こしている。UH-1Bが墜落死し乗員4人（クレスポ・ルイス中佐、ミロ・サントス大尉、カバス・カバス特技軍曹そして乗客であったモラーレス・モンセラート将軍）が死亡した。
1973年3月24日にサハラ地域長官傘下で第2ヘリコプター隊(UHEL II)が編成されている。この部隊は現存の第11ヘリコプター隊と関係が無くなっている。
1973年3月20日に一般命令172/192に基づき陸軍航空隊（FAMET）の編成が開始される。当初の部隊編制は以下のとおり。
- 第1ヘリコプター隊（旧第11ヘリコプター隊）
- 第5ヘリコプター隊
- 教育応用センター
- 整備支援隊
- 管理会計隊
- 基地本部隊

同年、第2ヘリコプター隊はサハラ放棄後にバレンシア州ベテラの基地建設が終わるまでの間、エル・コペロ基地に移駐する。1974年に第3ヘリコプター隊がラ・リオハ州のアゴンシージョ飛行場に、翌1975年にはセビリア県のエル・コペーロ基地に第4ヘリコプター隊が編成されている。それ以来、陸軍航空隊は規模を縮小しつつ数度の再編成を経ている。

## 編制
- 陸軍航空隊司令部　在マドリード州コルメナール・ビエホ
- 第1攻撃ヘリコプター大隊（BHELA I）　在シウダ・レアル県アルマグロ
- 第2緊急事態ヘリコプター隊（BHELEME II）　在バレンシア県ベテラ
- 第3機動ヘリコプター隊（BHELMA III）　在ラ・リオハ州アゴンシージョ
- 第4機動ヘリコプター隊（BHELMA IV）　在セビリア県ドス・エルマーナスエル・コペーロ基地
- 第5輸送ヘリコプター隊（BHELTRA V）　在マドリード州コルメナール・ビエホ
- 陸軍航空隊通信大隊（BT FAMET）　在マドリード州コルメナール・ビエホ
- 陸軍航空隊後方支援群（GL FAMET）　在マドリード州コルメナール・ビエホ
- メリリャ・ヘリコプター分遣隊　在メリリャ

以下は、陸軍航空隊の編制系統外であるが強い関連性を帯びている。
- カナリアス・ヘリコプター（第6機動ヘリコプター）大隊（BHELMA VI）　在カナリア諸島ロス・ロデオス基地、カナリアス集団の指揮下。
- ヘリコプター整備場センター　在マドリード州コルメナール・ビエホ、陸軍後方支援本部の指揮下。
- 陸軍航空隊教育センター　在マドリード州コルメナール・ビエホ、教育部の指揮下。
- 「マテ大佐」基地業務隊　在マドリード州コルメナール・ビエホ

## 歴代の装備
- アグスタ＝ベル UH-1N汎用ヘリコプター（スペイン名：HU.18）
- ベル UH-1H汎用ヘリコプター（スペイン名：HU.10）
- ボーイング CH-47D大型輸送ヘリコプター（スペイン名：HT.17）
- MBB Bo 105攻撃ヘリコプター（スペイン名：HA.15）
- ユーロコプター AS332B1汎用ヘリコプター（スペイン名：HU.21）
- ユーロコプター AS532UL輸送ヘリコプター（スペイン名：HT.27）
- ユーロコプター EC-135T-2練習ヘリコプター（スペイン名：HE.26、緊急事態対処部隊「UME」仕様：HU.26）

### 発注しているヘリコプター
- NHインダストリーズ NH90輸送ヘリコプター（48機）
- ユーロコプター ティーガー攻撃ヘリコプター（24機、内6機がHAP型で18機がHAD型）